# Villanueva del Arzobispo
Pour les articles homonymes, voir Villanueva.
Villanueva del Arzobispo est une commune située dans la province de Jaén de la communauté autonome d'Andalousie en Espagne.

## Administration
| Période                                  | Période | Identité | Étiquette | Qualité |
| ---------------------------------------- | ------- | -------- | --------- | ------- |
| N/A                                      | N/A     | N/A      | N/A       | Maire   |
| Les données manquantes sont à compléter. |         |          |           |         |

## Personnalités liées à la ville
- Emilia Llanos Medina (1885-1967), née dans la ville, femme de lettres, liée au café Alameda de Grenade er au poète Federico García Lorca.[1]